# Port-aux-Français
Port-aux-Français es una estación técnica y científica permanente de las Islas Kerguelen, fue creada en el año 1951 en la costa sur de la península Courbet a lo largo del golfo de Morbihan, en la isla de Kerguelen

## Historia
La estación está situada en las coordenadas 49.35°0′S 70.219°0′E / -49.350, 70.219, la razón por la cual fue elegido este emplazamiento fue que se encuentra en una posición de abrigo en la que además, podía construirse una pista de aterrizaje, que finalmente nunca llegó a construirse.
Comenzó a cobrar importancia a partir del año 1955, en el que la Sociedad industrial de mataderos parisinos (sidap) comenzó a construir con equipamiento australiano, una fábrica destinada a la manufacturación de productos pesqueros.
En el interior de un edificio que, por aquel entonces, aún se encontraba vacío, se celebró el 16 de diciembre de 1957, el primer matrimonio acaecido en las Islas Kerguelen, en el que contrajeron matrimonio, el joven empresario responsable del proyecto, Marc Péchenart y Martine Raulin. La maquinaria de la fábrica fue instalada al día siguiente de la boda.
Durante los años 60 la fábrica cierra, siendo trasladado el material a la isla de Reunión en el año 2005.

## Clima
Se trata de un clima Clima subpolar oceánico, similar al de Reikiavik (Islandia) o al de Kodiak (Alaska). La temperatura más alta jamás registrada fue de 23 °C y se produjo el 7/4/1985, mientras que la más baja fue de -8.3 °C y se registró el 21/6/2007. La temperatura media anual es de 4.9 °C.
| Parámetros climáticos promedio de Port-aux-Français | Parámetros climáticos promedio de Port-aux-Français | Parámetros climáticos promedio de Port-aux-Français | Parámetros climáticos promedio de Port-aux-Français | Parámetros climáticos promedio de Port-aux-Français | Parámetros climáticos promedio de Port-aux-Français | Parámetros climáticos promedio de Port-aux-Français | Parámetros climáticos promedio de Port-aux-Français | Parámetros climáticos promedio de Port-aux-Français | Parámetros climáticos promedio de Port-aux-Français | Parámetros climáticos promedio de Port-aux-Français | Parámetros climáticos promedio de Port-aux-Français | Parámetros climáticos promedio de Port-aux-Français | Parámetros climáticos promedio de Port-aux-Français |
| Mes                                                 | Ene.                                                | Feb.                                                | Mar.                                                | Abr.                                                | May.                                                | Jun.                                                | Jul.                                                | Ago.                                                | Sep.                                                | Oct.                                                | Nov.                                                | Dic.                                                | Anual                                               |
| --------------------------------------------------- | --------------------------------------------------- | --------------------------------------------------- | --------------------------------------------------- | --------------------------------------------------- | --------------------------------------------------- | --------------------------------------------------- | --------------------------------------------------- | --------------------------------------------------- | --------------------------------------------------- | --------------------------------------------------- | --------------------------------------------------- | --------------------------------------------------- | --------------------------------------------------- |
| Temp. máx. abs. (°C)                                | 22.3                                                | 22.3                                                | 20.6                                                | 23                                                  | 16.8                                                | 14.5                                                | 13.4                                                | 14.4                                                | 15.8                                                | 19.1                                                | 21.3                                                | 21.6                                                | 23                                                  |
| Temp. máx. media (°C)                               | 11.1                                                | 11.5                                                | 10.5                                                | 9                                                   | 6.7                                                 | 5.2                                                 | 4.7                                                 | 4.6                                                 | 5.3                                                 | 7                                                   | 8.6                                                 | 10.1                                                | 7.8                                                 |
| Temp. mín. media (°C)                               | 4.4                                                 | 4.7                                                 | 4.1                                                 | 3.2                                                 | 1.5                                                 | 0.4                                                 | -0.3                                                | -0.4                                                | -0.2                                                | 0.7                                                 | 2                                                   | 3.4                                                 | 1.9                                                 |
| Temp. mín. abs. (°C)                                | -1.5                                                | -1                                                  | -0.9                                                | -2.7                                                | -5.9                                                | -8.3                                                | -8                                                  | -7.3                                                | -7.7                                                | -5                                                  | -3.7                                                | -1.2                                                | -8.3                                                |
| Precipitación total (mm)                            | 72.2                                                | 49.5                                                | 57.5                                                | 59.6                                                | 59.9                                                | 75.9                                                | 62.9                                                | 63.4                                                | 62.3                                                | 59.3                                                | 51.9                                                | 55.1                                                | 727                                                 |
| Fuente: meteostats-bzh.ath.cx 2010                  |                                                     |                                                     |                                                     |                                                     |                                                     |                                                     |                                                     |                                                     |                                                     |                                                     |                                                     |                                                     |                                                     |

## Organización

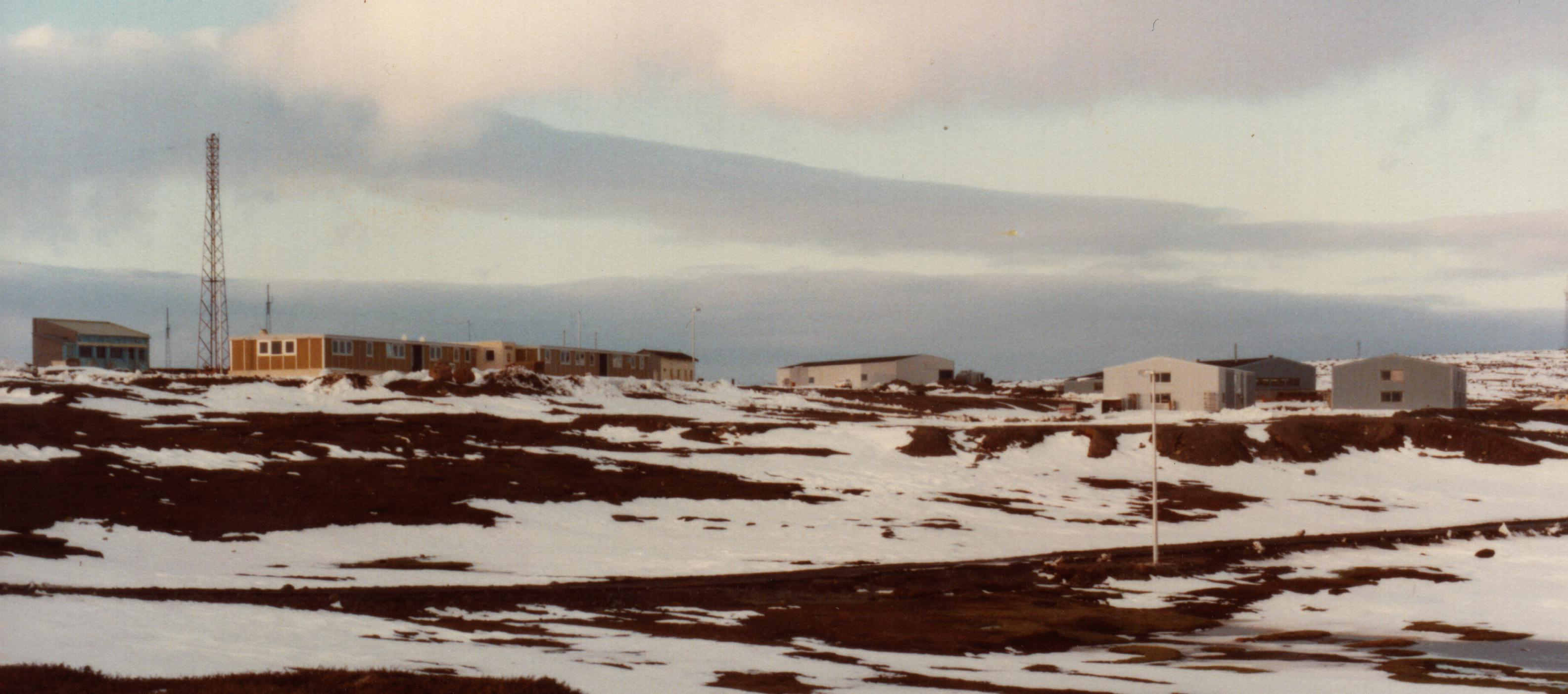
vista parcial de la base en 1983.

La estación dispone de un puerto en aguas poco profundas y de un muelle destinado a la descarga de los barcos de suministro. La población de la estación varía de 60 habitantes en invierno, a unos 120 durante el verano. La estación, además de los medios logísticos para su funcionamiento, se compone de los laboratorios científicos (biología y geofísica), las instalaciones técnicas (estación meteorológica, telecomunicaciones, control de satélites, etc.) y un pequeño centro médico. 
Además existe una pequeña iglesia, Notre-Dame des Vents, que domina la base y que está considerada como la iglesia francesa más austral.

## Medición de las mareas
La base se encuentra equipada con una estación mareográfica instalada recientemente, que cuenta con tres aparatos de medición:
- dos mareómetros para medir la presión en el fondo del mar
- un radar que se encarga de medir el nivel del mar

Tanto los dos mareómetros como el radar, envían los datos obtenidos a un servidor local, que los retransmite cada hora a Internet, mediante el sistema de satélite Argos.